# Bisdom Avellaneda-Lanús

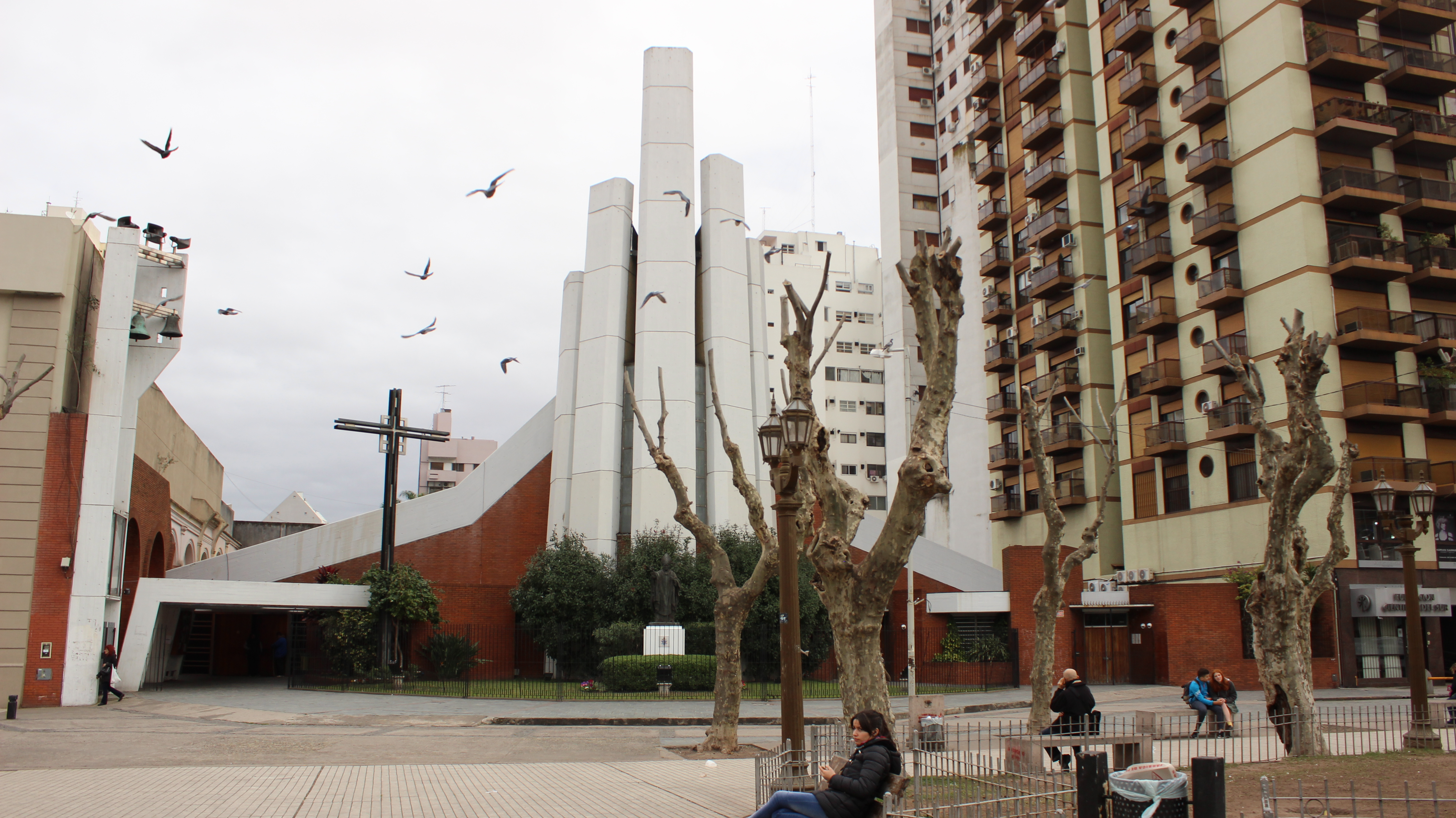
De kathedraal van Avellaneda

Het bisdom Avellaneda-Lanús (Latijn: Dioecesis Avellanediensis-Lanusenis) is een rooms-katholiek bisdom met als zetel Avellaneda in Argentinië. Het bisdom is suffragaan aan het aartsbisdom Buenos Aires. Het bisdom werd opgericht in 1961 als het bisdom Avellaneda; in 2001 kreeg het zijn huidige naam en werd Lanús co-zetel van het bisdom.
In 2020 telde het bisdom 51 parochies. Het bisdom heeft een oppervlakte van 102 km2 en telde in 2020 861.000 inwoners waarvan 80,1% rooms-katholiek waren. 

## Bisschoppen
- Emilio Antonio di Pasquo (1961-1962)
- Jerónimo José Podestá (1962-1967)
- Antonio Quarracino (1968-1985)
- Rubén Héctor di Monte (1986-2000)
- Rubén Oscar Frassia (2000-2020)
- Marcelo Julián Margni (2021-)

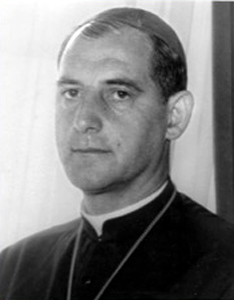
Jerónimo José Podestá

Buenos Aires (aartsbisdom) · Avellaneda-Lanús ·  Buenos Aires (Maronitisch) · Buenos Aires (Oekraïenisch) · Gregorio de Laferrere · Lomas de Zamora · Morón · Quilmes · San Isidro · San Justo · San Martín · San Miguel